# تمدن دره هیرمند

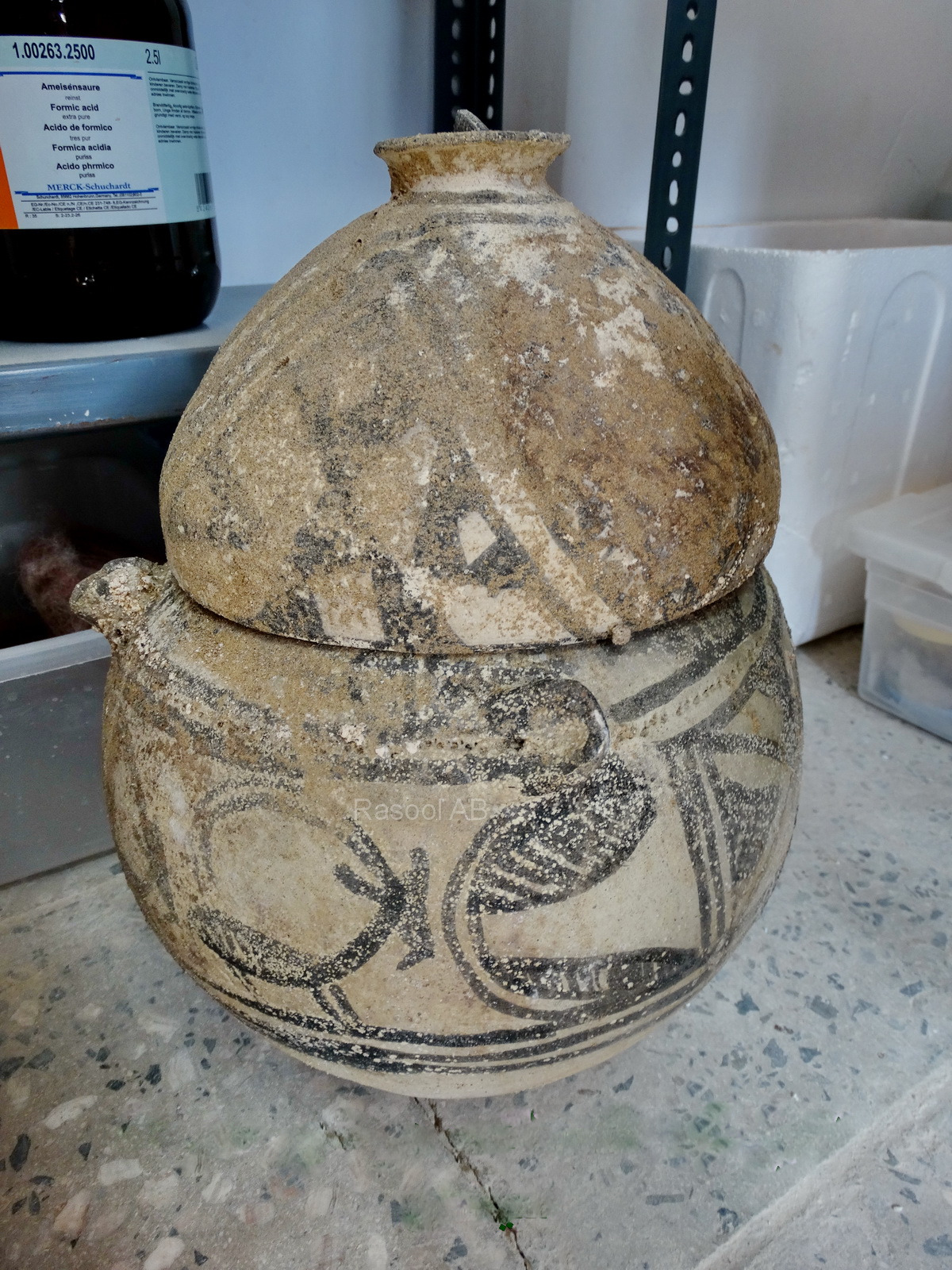
کوزه سفالی بدست آمده از شهر سوخته از دره هیرمند

فرهنگ هیرمند (همچنین تمدن دره هیرمند )، ح. 3300–2350 پ.م،  یک فرهنگ عصر مفرغ است که عمدتاً در دره میانی و پایینی رودخانه هیرمند ، در سیستان ( جنوب افغانستان (سیستان افغانستان) و شرق ایران (سیستان ایران) )است
و عمدتاً در هزاره سوم قبل از میلاد شکوفا شده‌است.
مردم تمدن هیرمند در شهرهای با معابد و کاخ‌های عالی زندگی می‌کردند و شواهد نشان می‌دهد که آنها از ساختارهای پیچیده و پیشرفته اجتماعی کار می‌گرفتند. شهرهای اصلی که تاکنون در حوزه تمدن هیرمند شناخته شده‌اند شهر سوخته و شهر مندیگک است. تحقیقات در مورد یافته‌های هر دو مکان نشان داد که این شهرها فرهنگ یکسانی را دارا بودند. این شهرها اولین شهرهای این منطقه حتی قبل از شهرهای تمدن دره سند بوده‌است. احتمال این وجود دارد که فرهنگ هیرمند زمانی دارای دولت شهرهای در دوره باستان تشکیل داده‌اند.
آثار سفالی تمدن هیرمند به‌طور رنگارنگ با نقوش هندسی نقاشی شده‌است، گیاهان و حیوانات در آن نیز به تصویر کشیده شده‌اند. آثار برنزی در این منطقه نیز بدست آمده‌است. در شهر سوخته متونی به زبان عیلامی یافت شده که شواهد مربوط به ارتباط تمدن هیرمند با غرب ایران را ارائه می‌دهد. دارای ارتباط با تمدن دره سند نیز داشته بوده‌است، اما به نظر می‌رسد که تمدن هیرمند زودتر از تمدن‌های دره سند و عیلام بوده و از نظر زمانی با شهرهای دره سند همخوانی نداشته‌است.